# Qualificazioni al campionato mondiale di calcio 2010 - CAF - Seconda fase, gruppo 10

## Classifica
| Paese          | P.ti | G | V | P | S | GF | GS | DR |
| -------------- | ---- | - | - | - | - | -- | -- | -- |
| Mali           | 12   | 6 | 4 | 0 | 2 | 13 | 8  | +5 |
| Sudan          | 9    | 6 | 3 | 0 | 3 | 9  | 9  | 0  |
| Rep. del Congo | 9    | 6 | 3 | 0 | 3 | 7  | 8  | -1 |
| Ciad           | 6    | 6 | 2 | 0 | 4 | 7  | 11 | -4 |

- Il  Mali e il  Sudan passano alla fase finale.

## Risultati

### Primo turno
| Arbitro: | Aouaz Trabelsi |

|           |           |                         |
| Kamal 75’ | Marcatori | 29’ Mbaiam 81’ S.Hassan |

| Arbitro: | Kacem Bennaceur |

|                                              |           |                 |
| Keita 1’ 61’ A.Coulibaly 32’ S.Coulibaly 42’ | Marcatori | 5’ 74’ Mouithys |

### Secondo turno
| Arbitro: | Crespin Aguidissou |

|             |           |                |
| Kedigui 37’ | Marcatori | 4’ 22’ Kanoute |

| Arbitro: | Sule Mana |

|              |           |  |
| Endzanga 70’ | Marcatori |  |

### Terzo turno
| Arbitro: | Essam Abd El Fatah |

|                                  |           |                 |
| Yousif 45+1’ Tahir 70’ Kamal 90’ | Marcatori | 63’ 94’ Kanoute |

| Arbitro: | Noumandiez Doué |

|                                 |           |            |
| Kedigui 44’ (rig.) S.Hassan 48’ | Marcatori | 30’ Batota |

### Quarto turno
| Arbitro: | Noumandiez Doué |

|                           |           |  |
| Kanoute 23’ Keita 58’ 66’ | Marcatori |  |

| Arbitro: | Abdou Diouf |

|                        |           |  |
| Mouithys 14’ Ibara 64’ | Marcatori |  |

### Quinto turno
| Arbitro: | Djamel Haimoudi |

|              |           |  |
| Endzanga 87’ | Marcatori |  |

| Arbitro: | Badara Diatta |

|           |           |                                 |
| Djime 34’ | Marcatori | 4’ Adil 48’ (rig.) Agab 76’ Ali |

### Sesto turno
| Arbitro: | Yakhouba Keita |

|                   |           |                 |
| S.Y.Keita 44’ 82’ | Marcatori | 64’ Misdongarde |

| Arbitro: | Jamel Ambaya |

|                    |           |  |
| Tahir 30’ Agab 74’ | Marcatori |  |